# Тиболці
Тиболці (словен. Tibolci) — поселення в общині Горишниця, Подравський регіон‎, Словенія.